# Llengües palaihnihanes
Les Llengües palaihnihanes són una família de llengües ameríndies amb dues parles:
- Atsugewi 3 parlants (1994)[1]
- Achumawi (també coneguda com a achomawi o Pit River Indian) 16 parlants (2000)[2]

## Reconstruccions
La reconstrucció original del proto-Palaihnihà pateix de poques dades qualificades. El diccionari de David Olmsted depèn gairebé completament del d'Angulo, qui no va recollir les distincions fonològiques de manera consistent, i inclou desacuradament vocabulari Pomo d'un manuscrit en el qual de Angulo proposa demostrar que achumawi i pomo no estan relacionades. William Bright també va assenyalar alguns problemes amb els mètodes de reconstrucció d'Olmsted. La reconstrucció s'està recomponent amb noves dades.

## Relacions amb altres llengües
La família palaihnihana es classifica sovint amb l'hipotètic grup de llengües hoka. De fet el treball de R. B. Dixon (1905) sobre la relació entre el palaihnihà i el shasta va ser el nucli inicial a partir del qual es va construir la hipòtesi hoka, encara que prèviament A. S. Gatschet havia arribat a la mateixa conclusió abans. No obstant això, ni Powell (1891) ni altres autors van trobar convincent aquest parentiu.
Una proposta especial dins d'aquest grup relaciona a la família palaihnihana amb les llengües shasta (formant la família shasta-achumawi' o shasta-palaihnihà) i dins d'un subgrup kahi (també anomenat hoka septentrional) amb el shasta, chimariko i karuk.
Mary R. Haas (1963) va revisar àmpliament la hipòtesi hoka proposant algunes reconstruccions convincents i assenyalant que si bé resulta molt difícil proposar una classificació interna sembla bastant convincent que el palaihniahà i el shasta formen una unitat filogenètica vàlida. No obstant això, Lyle Campbell (1997) considera insuficient l'evidència aportada.

## Característiques comunes

### Fonologia
Les dues llengües palaihnihanes tenen el mateix inventari vocàlic similar. Per l'atsugewi Olmsted (1958, 1965) dona un inventari de 6 vocals breus i sis vocals llargues: /a, e, i, o, u, ə; aˑ, eˑ, iˑ, oˑ, uˑ, əˑ/, altres autors redueixen l'inventari a tres. L'inventari consonàntic per a la mateixa llengua seria segons Olmsted:
|            | Labial | Alveolar | Palatal | Velar | Uvular | Glotal |
| ---------- | ------ | -------- | ------- | ----- | ------ | ------ |
| oclusiva   | p      | t        |         | k     | q      | ʔ      |
| africada   |        | t̪θ͡       | tɕ͡      |       |        |        |
| fricativa  |        | s, z     | š       | x     |        | h      |
| nasal      | m      | n        |         | ŋ     |        |        |
| aproximant | w      | r, l     | y       |       |        |        |

### Comparació lèxica
El següent quadre inclou una llista de numerales i altres paraules comunes:
| GLOSSA    | Achumawi  | Achumawi                  | Atsugewi     | Atsugewi      | PROTO- PALAIHNIH |
| GLOSSA    | Font A    | Font B                    | Font A       | Font B        | PROTO- PALAIHNIH |
| --------- | --------- | ------------------------- | ------------ | ------------- | ---------------- |
| 1         | hamís     | haʔmís                    | žiw          | žíw           |                  |
| 2         | haq       | haʔk                      | hoqi         | hokí          | *hɔʔqi           |
| 3         | ćásti     | ʔćásdi                    | qiski        | qʔićqí        | *qisti           |
| 4         | hatáma    | haddámá                   | haʔqaw       | hakʔáw        | *hɔʔq-           |
| 5         | latú      | láddíw                    | haraapokina  | hərāpagína    |                  |
| 6         |           | láddíwade haʔmís āyéʔqdi  |              | žira-búžaki   |                  |
| 7         |           | láddíwade haʔk āyéʔqdi    |              | hoki-búžaki   |                  |
| 8         |           | láddíwade ʔćásdi āyéʔqdi  |              | qʔićqi-búžaki |                  |
| 9         |           | láddíwade haddámá āyéʔqdi |              | hakaw-wi      |                  |
| 10        |           | malússi                   |              | žüʔkći        |                  |
| 'home'    | yálíyú    |                           | qaswi        |               |                  |
| 'dona'    | amitéućan |                           | minuri       |               |                  |
| 'cara'    | lahʔ      |                           | naha         |               | *naha            |
| 'ulls'    | us        |                           | uyi          |               | *usi             |
| 'cabell'  | malipa    |                           | raynikas     |               |                  |
| 'nas'     | yamui     |                           | iwʔti        |               |                  |
| 'orelles' | isat      |                           | asmak        |               |                  |
| 'boca'    | ap        |                           | apu          |               | *apu             |
| 'gos'     | ćahómaka  |                           | hoʔma        |               | *homa            |
| 'sol'     | ćol       |                           | žinēhā       |               |                  |
| 'lluna'   | ćol       |                           | apēnʔažinehū |               |                  |
| 'aigua'   | as        |                           | aži          |               | *azi             |

S'hi ha emprat la següent transcripció:
- El fonema /ć/ té al·lòfons [ʦ] i [ʧ]
- El fonema /ž/ té al·lòfons [ʒ] i [ʤ].